# Someone Special
Someone Special — песня шведской слиз-рок-группы Hardcore Superstar. Автором музыки является гитарист Томас Сильвер, а текст был написан им совместно с вокалистом Йоке Бергом.

## Обзор
Песня является одной из ранних в творчестве группы и была написана ещё до заключения контракта с лейблом и записи дебютного альбома. Наряду с «Hello/Goodbye», «Someone Special» попала на сборник лейбла Gain Productions, чему поспособствовали связи Томаса Сильвера. Эти песни были тепло встречены слушателями и руководство лейбла заключило контракт с группой.
Песня вышла в составе дебютного альбома It's Only Rock'n'Roll, выпущенного в октябре 1999 года на Gain Records. Позже в том же году, британский лейбл Music for Nations, на который группа перешла после выхода альбома, издал песню в качестве сингла. Согласно официальной биографии группы, при написании песни на них большое влияние оказали британские рокеры Oasis. Би-сайдами к синглу стали написанная Сильвером и Бергом «So Deep Inside» и написанная Сильвером «Send Myself to Hell», также вышедшие в составе It's Only Rock'n'Roll. На обложке была фотография участников группы, сидящих за круглым столом с логотипом группы, отдалённо напоминающем логотип Chuck Taylor All-Stars.
В марте 2000 года вышел второй альбом Bad Sneakers and a Piña Colada, состоящий из семи перезаписанных песен с дебюта, включая «Someone Special», и шести новых. В новую версию песни не вошло инструментальное аутро. В том же году лейбл решил переиздать сингл для европейского рынка в новом оформлении: с белой и чёрной обложками, на которых были только логотип группы и название, а также снять клип на песню.
Песня вошла в сборник хитов группы The Party Ain't Over 'Til We Say So..., выпущенный в октябре 2011 года.

## Видеоклип
Клип представляет собой пародию на различные шоу талантов. В начале показана подготовка к одной из таких передач под названием «The Kenny Finger Show», во время которой работник техперсонала пытается раззадорить постепенно набирающуюся публику под лёгкую версию «Someone Special». Другой работник передаёт хмурому ведущему Кенни список вопросов для участвующей в передаче группы.
Шоу проходит крайне неудачно, так как участвующие в нём акробатки, баянист и писатель не могут произвести впечатление на уже искушённую публику и заскучавшего ведущего. Когда же появляется группа и начинает исполнять песню, зрители и персонал начинают «оживать» и во время одного из вопросов ведущего бурно ликуют, и в итоге вырываются на центр сцены, отрываясь вокруг музыкантов. Передача оканчивается под вывеской «The Hardcore Superstar Show».

## Список композиций
1. «Someone Special» (Сильвер, Берг) — 5:27
2. «So Deep Inside» (Берг, Сильвер) — 3:24
3. «Send Myself to Hell» (Сильвер) — 2:17

## Производство
- Hardcore Superstar — продюсирование
- Дэниел Бьырнарас — звукоинженер, микширование
- Роберто Лаги — микширование
- Шон Маги — мастеринг
- RiSe Graphics — оформление